# وودبریج (حوزه سرشماری)، نیوجرسی
وودبریج (به انگلیسی: Woodbridge) یک منطقهٔ مسکونی در ایالات متحده آمریکا است که در وودبریج، نیوجرسی واقع شده‌است. وودبریج ۱۰٫۰۰۰ کیلومتر مربع مساحت و ۱۹٬۲۶۵ نفر جمعیت دارد و ۹ متر بالاتر از سطح دریا واقع شده‌است.